# Непал на Зимским олимпијским играма 2002.
Непалу је ово било прво учешће на Зимским олимпијским играма. Делегацију Непала на Зимским олимпијским играма 2002. у Солт Лејк Ситију представљао је 1 такмичар који је учествовао у скијашком трчању.
Заставу Непала на свечаном отварању Олимпијских игара 2002. носио је једини такмичар Jay Khadka.
Непалски олимпијски тим је остао у групи екипа које нису освојиле медаље на Зимским олимпијским играма.

## Скијашко трчање
Спринт
| Такмичар   | Дисциплина    | Квалификације | Квалификације | Четвртфинале         | Четвртфинале         | Полуфинале           | Полуфинале           | Финале               | Финале               | Детаљи |
| Такмичар   | Дисциплина    | Време         | Пласман       | Време                | Пласман              | Време                | Пласман              | Време                | Коначни пласман      | Детаљи |
| ---------- | ------------- | ------------- | ------------- | -------------------- | -------------------- | -------------------- | -------------------- | -------------------- | -------------------- | ------ |
| Jay Khadka | 1,5 км спринт | 4:48,42       | 70 / 70 (71)  | Није се квалификовао | Није се квалификовао | Није се квалификовао | Није се квалификовао | Није се квалификовао | Није се квалификовао |        |

Потера
| Скијаш     | Дисциплина      | 10 км класично | 10 км класично | 10 км слободно       | 10 км слободно       | Детаљи |
| Скијаш     | Дисциплина      | Времее         | Пласман        | Време                | Пласман              | Детаљи |
| ---------- | --------------- | -------------- | -------------- | -------------------- | -------------------- | ------ |
| Jay Khadka | 10+10 км потера | 44:20,3        | 79 / 80 (83)   | Није се квалификовао | Није се квалификовао |        |